# Bereni, Mureș
Bereni (în maghiară Székelybere) este satul de reședință al comunei cu același nume din județul Mureș, Transilvania, România.

## Localizare
Localitatea Bereni este situată în microregiunea numită Valea Nirajului, fiind traversată de către râul Nirajul Mic. Localitatea se află în zonă de deal cu păduri de foioase, terenuri agricole, pășuni și livezi. Din Târgu Mureș poate fi accesată pe drumul european E6 până în comuna Acățari, după care se continuă în direcția est pe drumul județean care trece prin Păsăreni, Gălești și Miercurea Nirajului. 

## Istoric
Pe Harta Iosefină a Transilvaniei din 1769-1773 (Sectio 144), localitatea a apărut sub numele de „Bere”. 
Până la data de 26 aprilie 2004 era un sat care aparținea comunei Măgherani, iar prin reorganizarea administrației acestuia, satul Bereni a căpătat statut de comună.

## Imagini

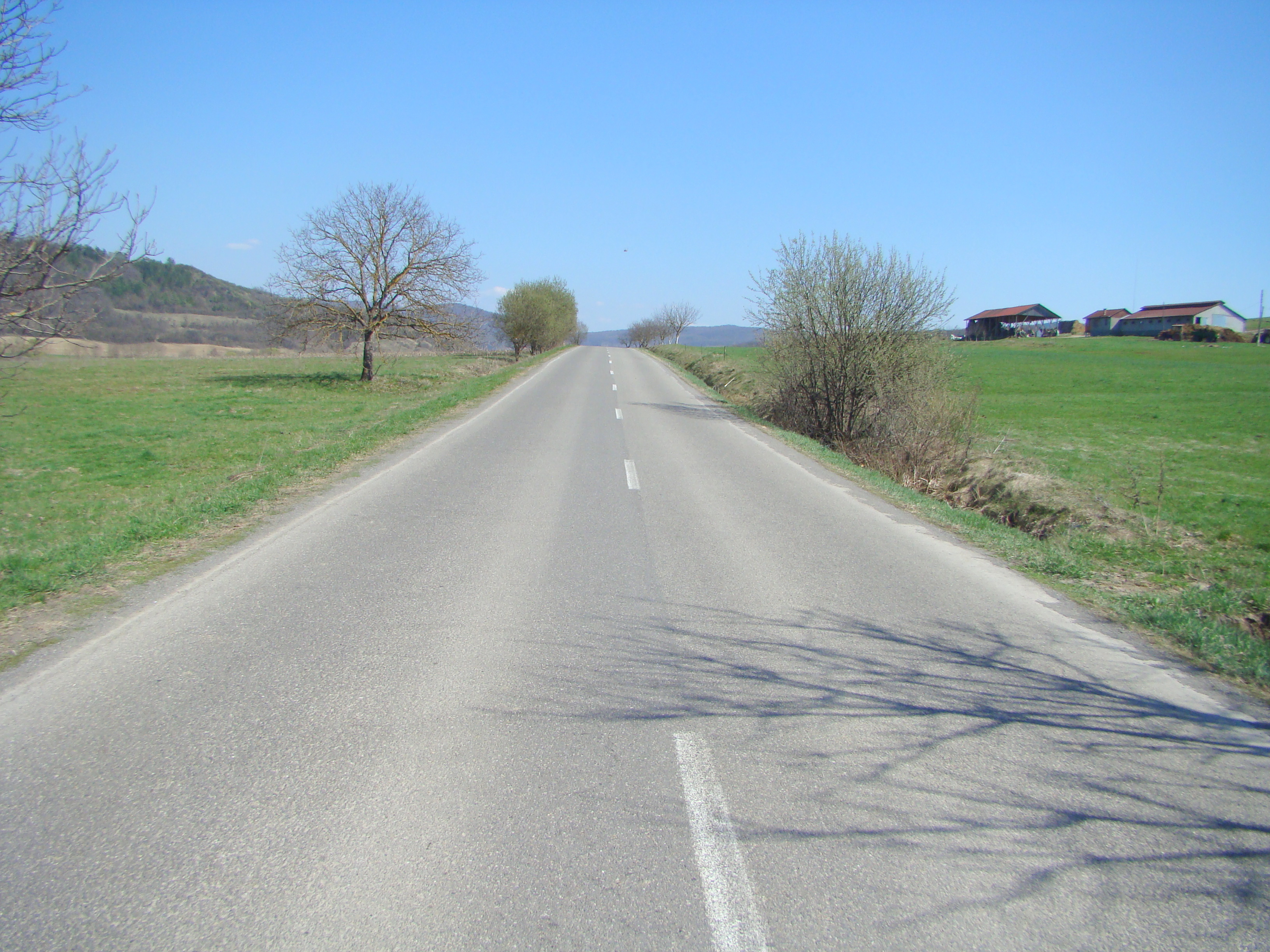
Drumul Măgherani-Bereni
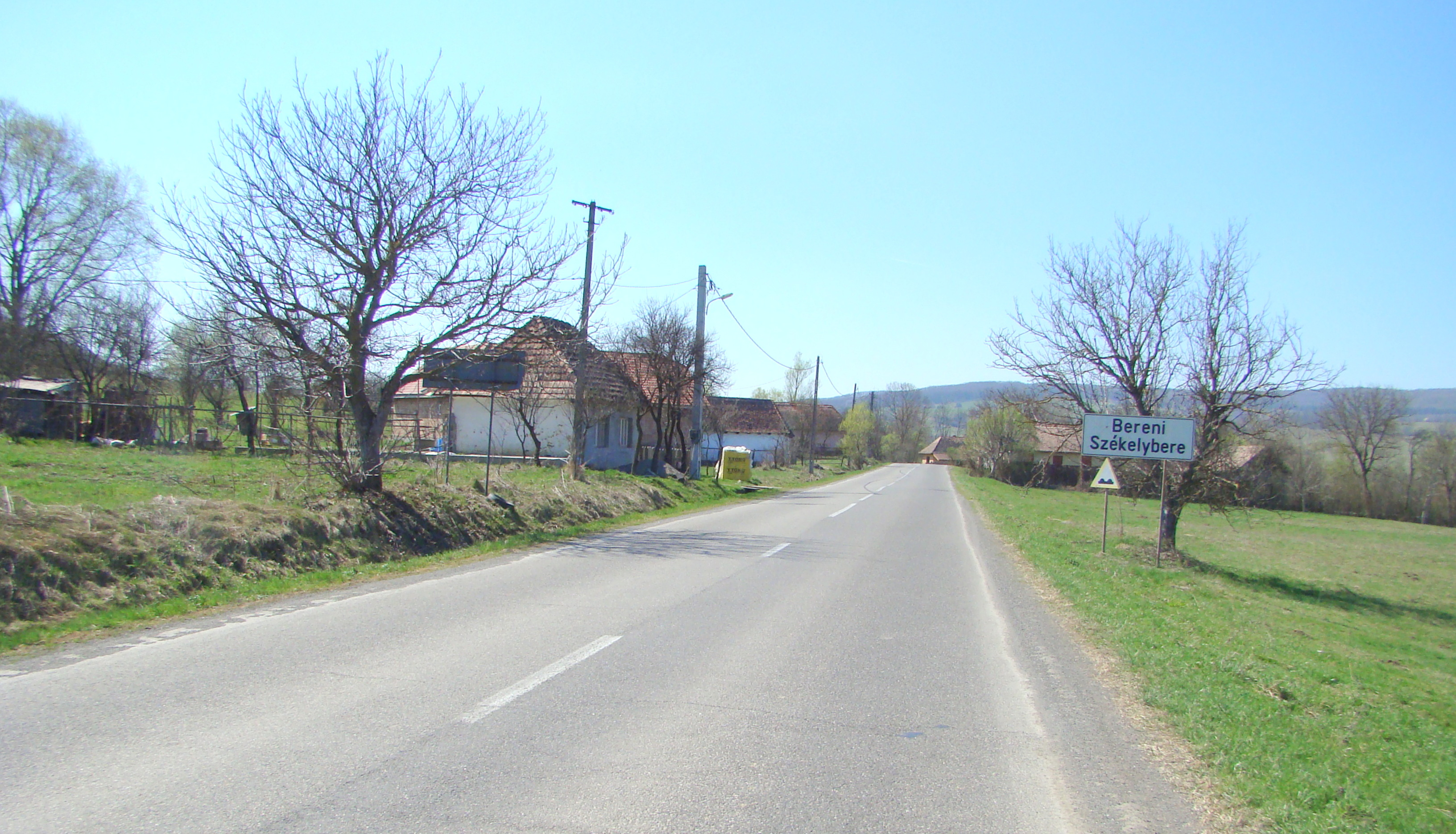
Intrarea în localitate
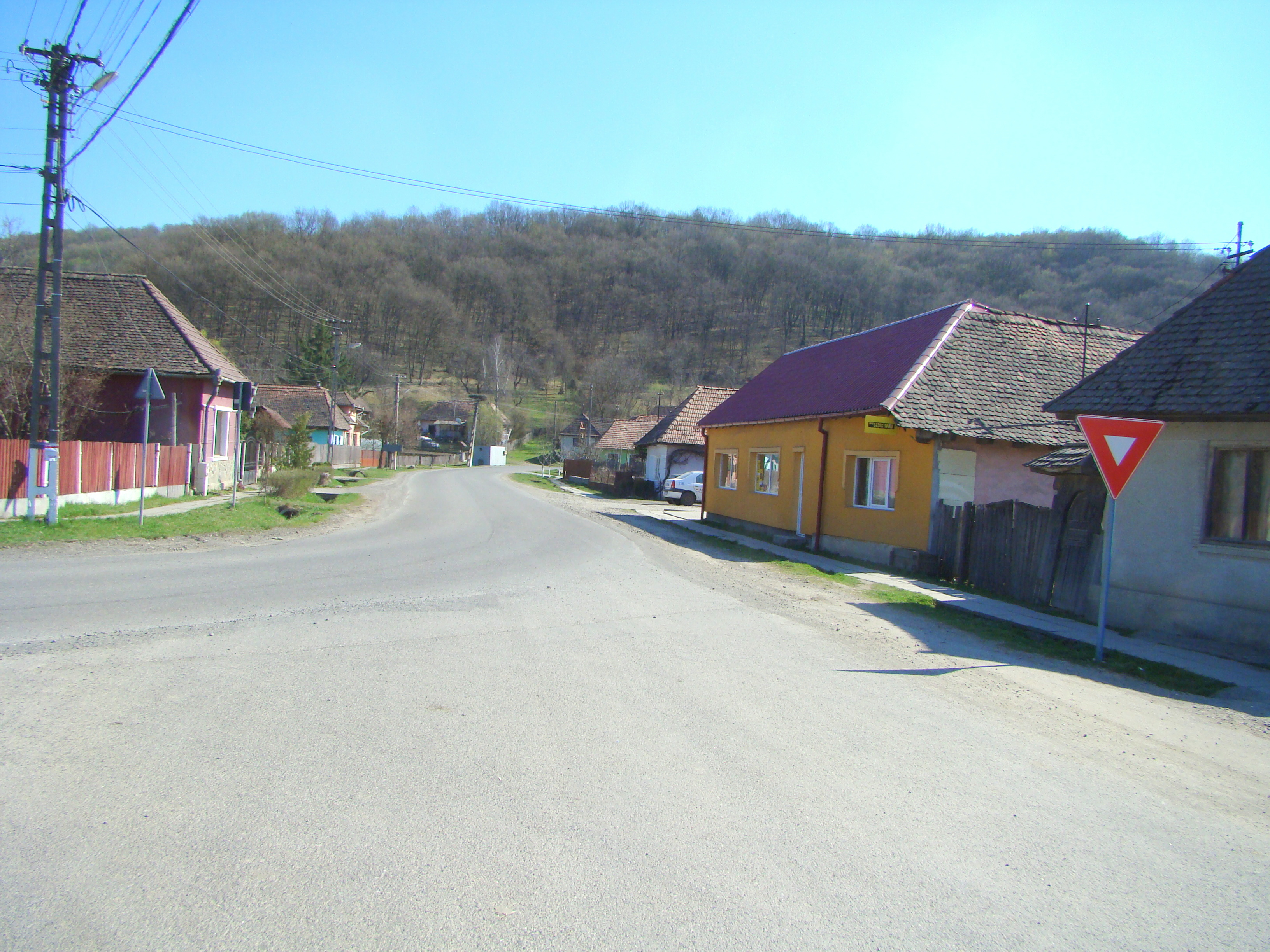
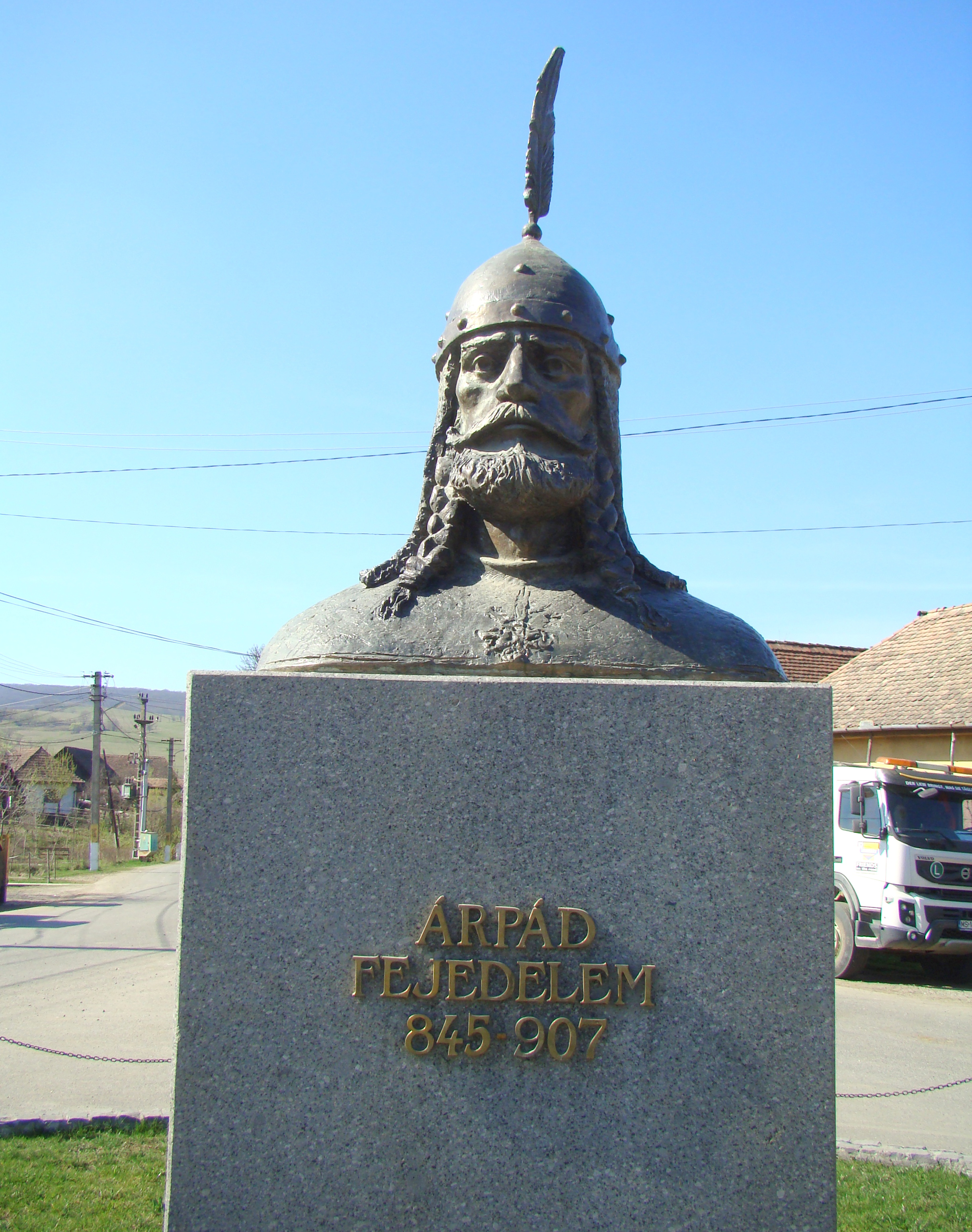
Bustul lui Árpád, primul conducător al Ungariei
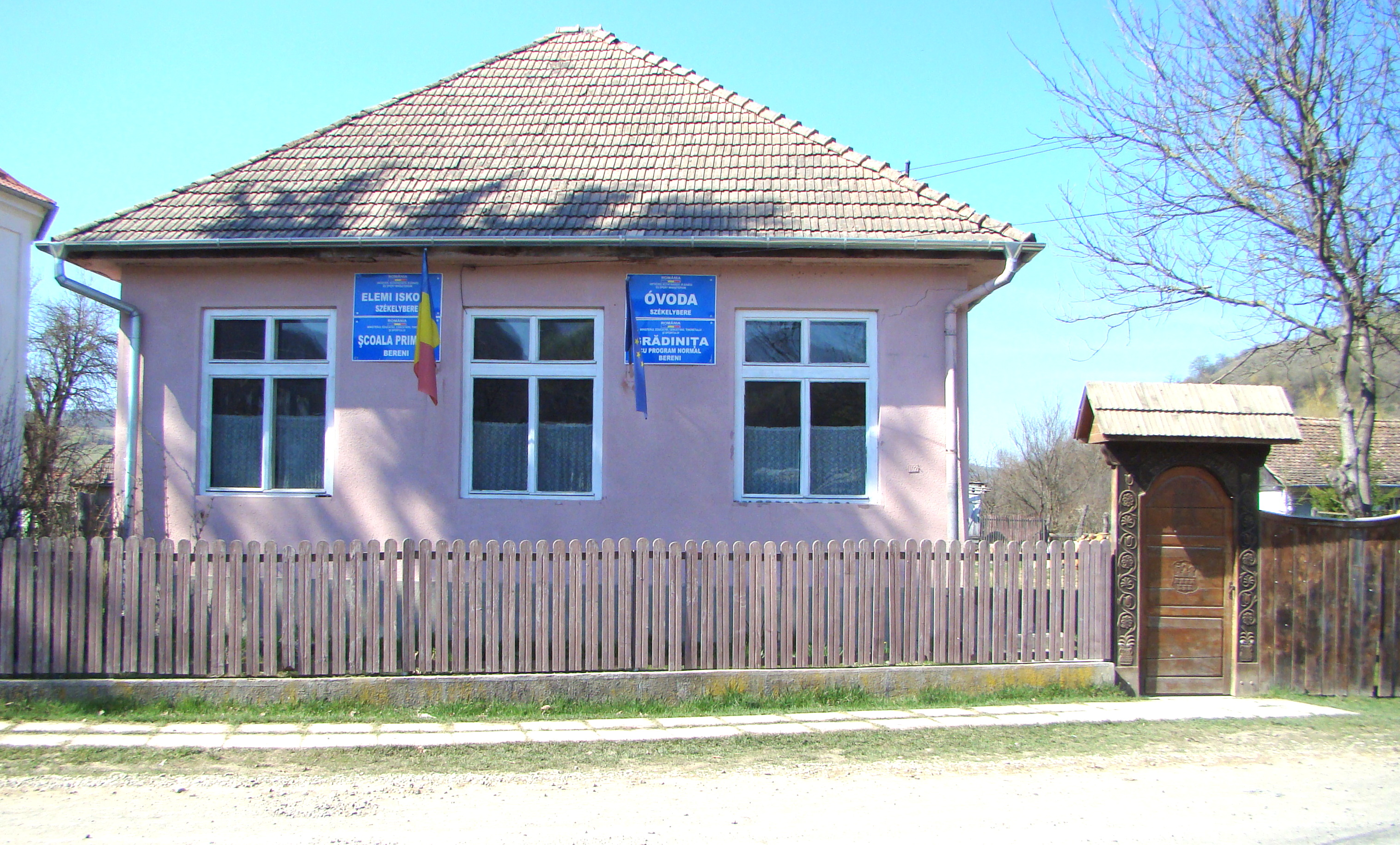
Școala
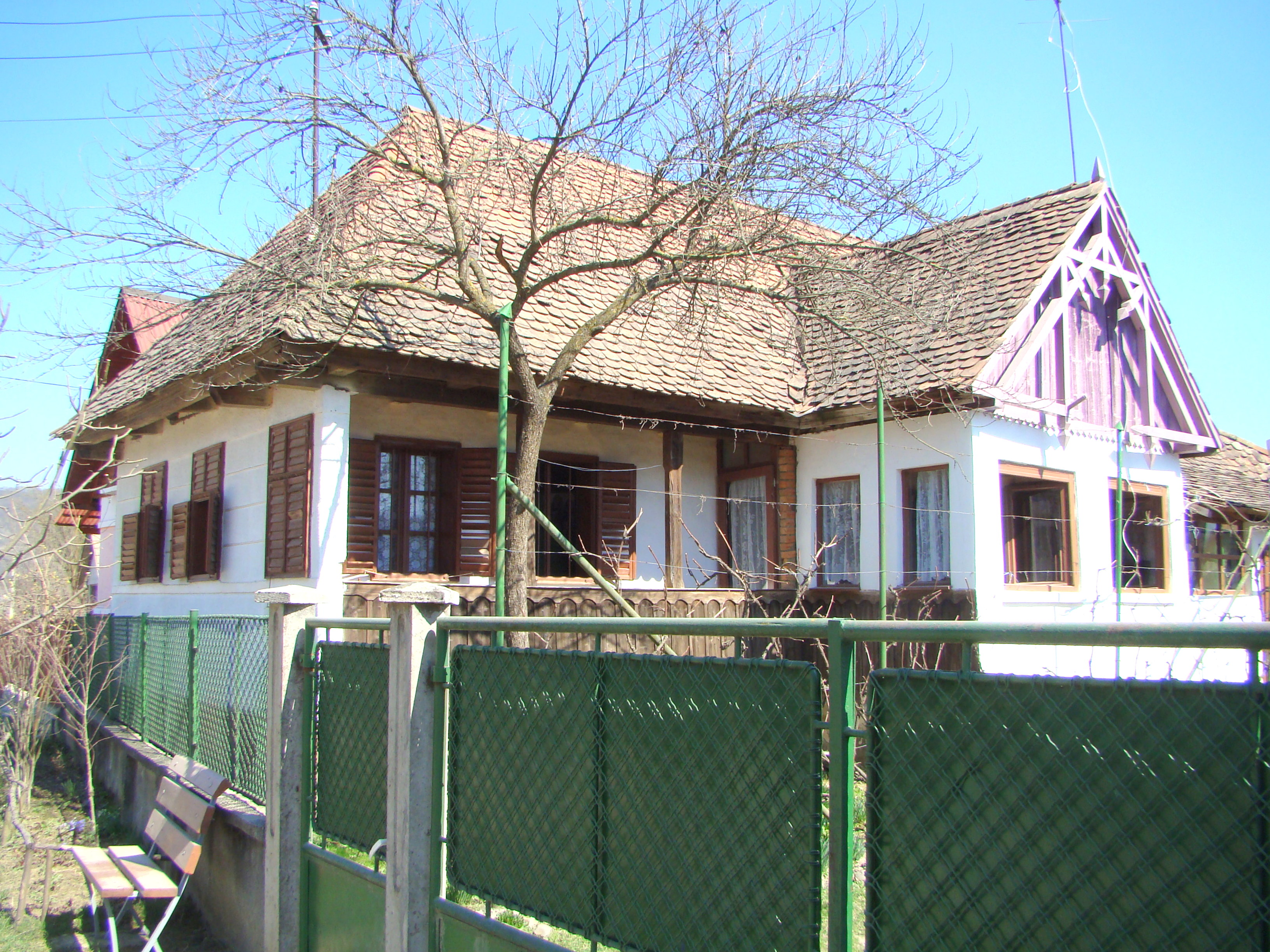
Casă din ansamblul rural „Str. Principală” din Bereni (monument istoric)
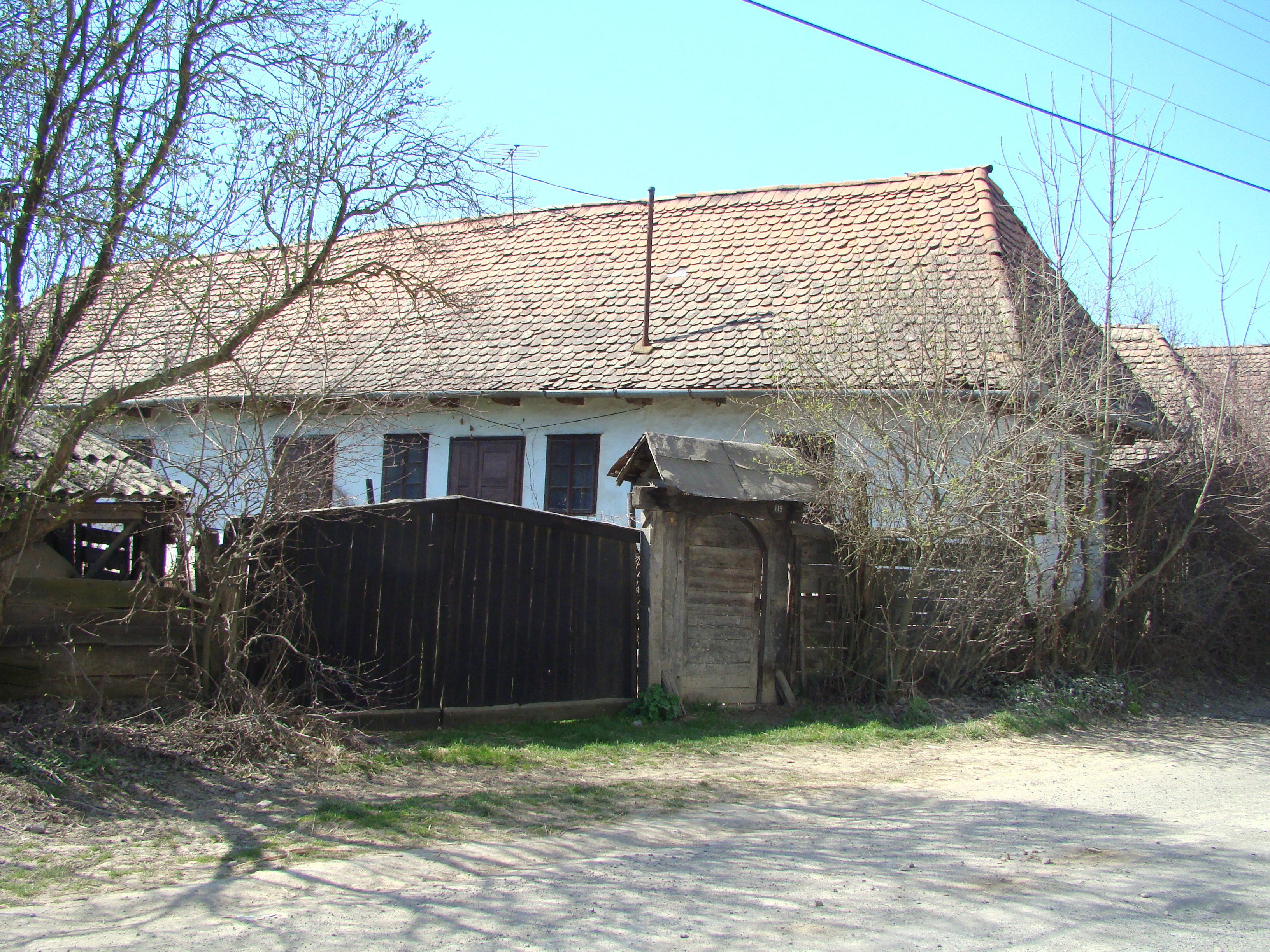
Casă din ansamblul rural „Str. Principală” din Bereni (monument istoric)
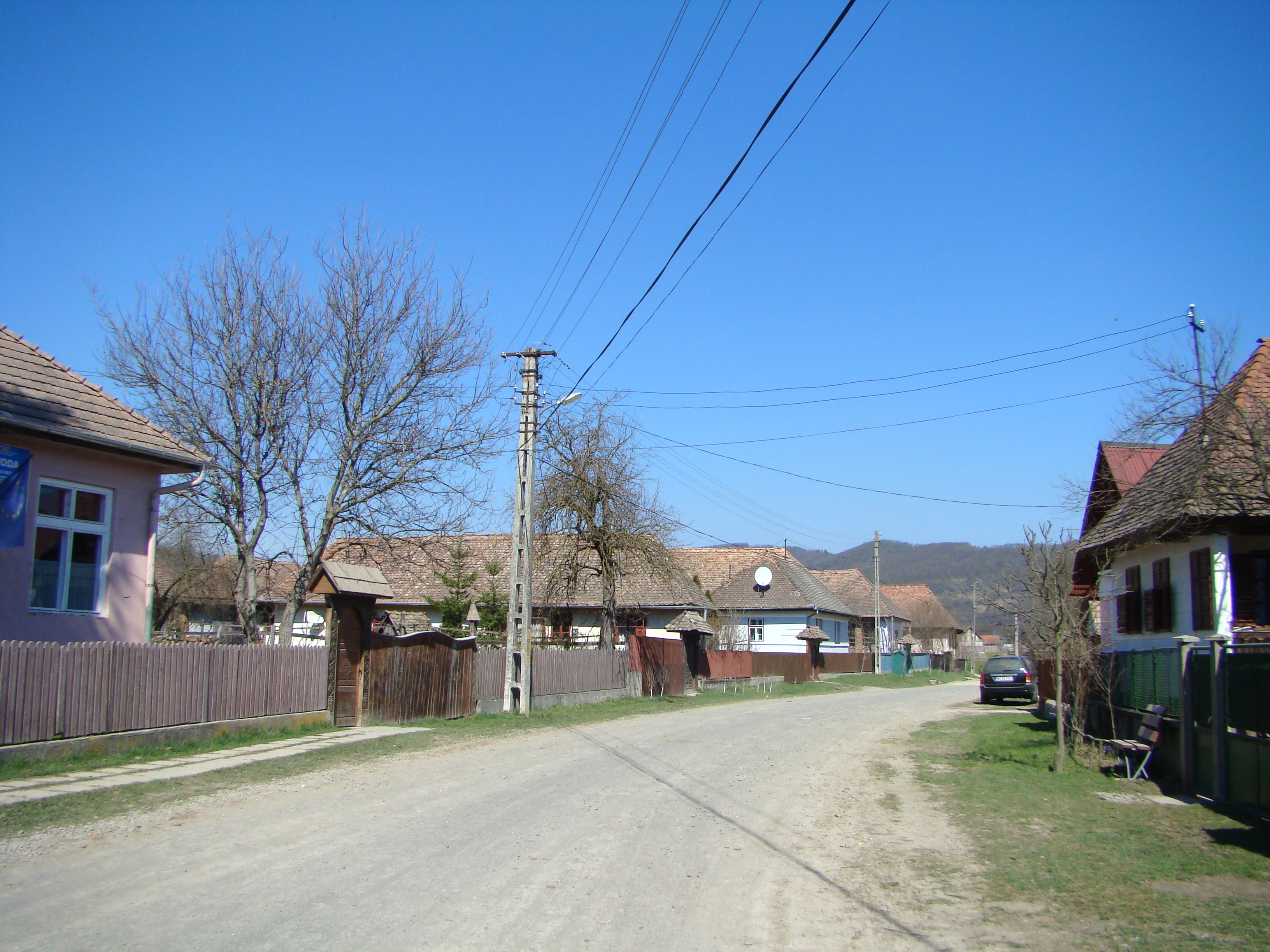
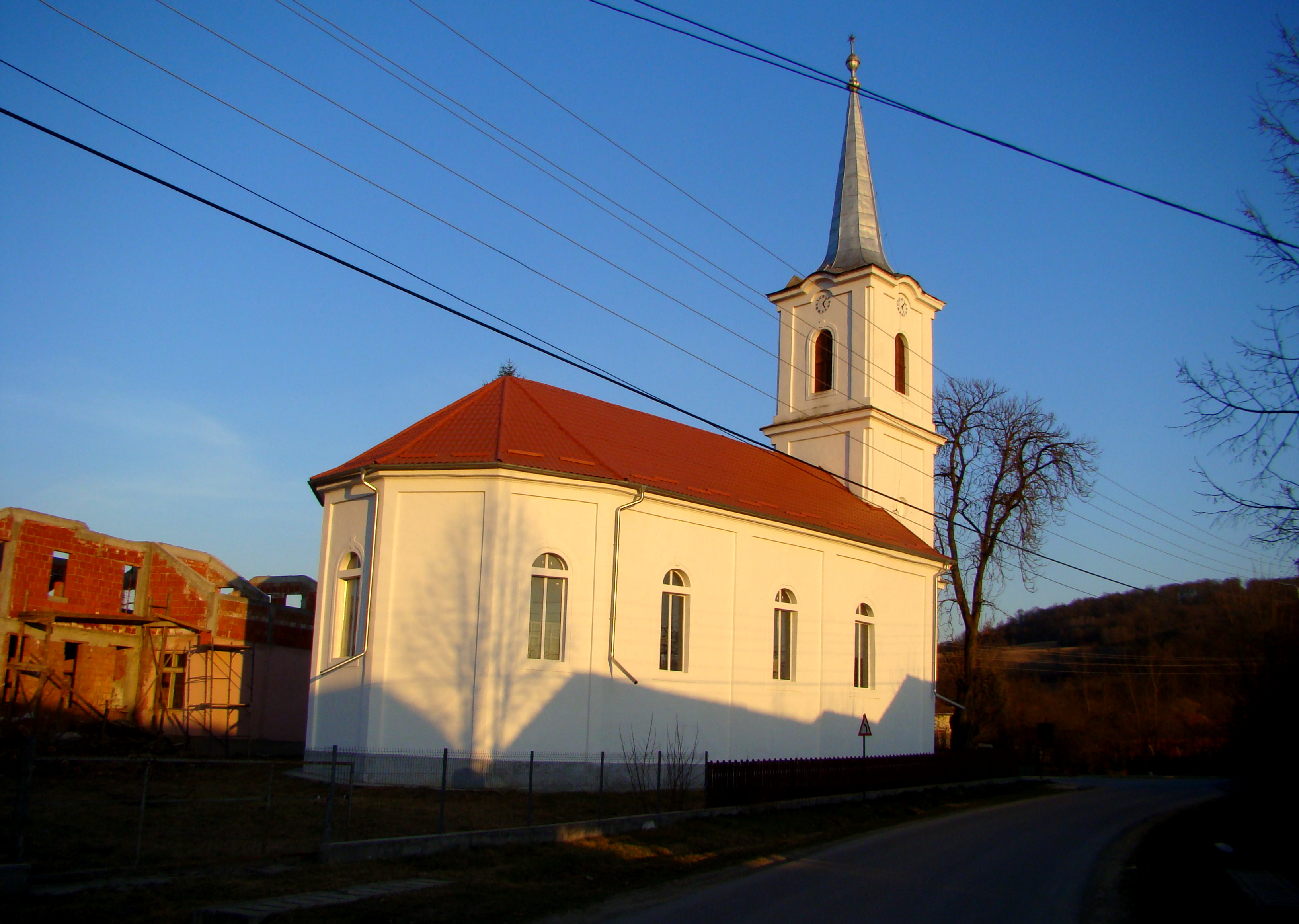
Biserica reformată
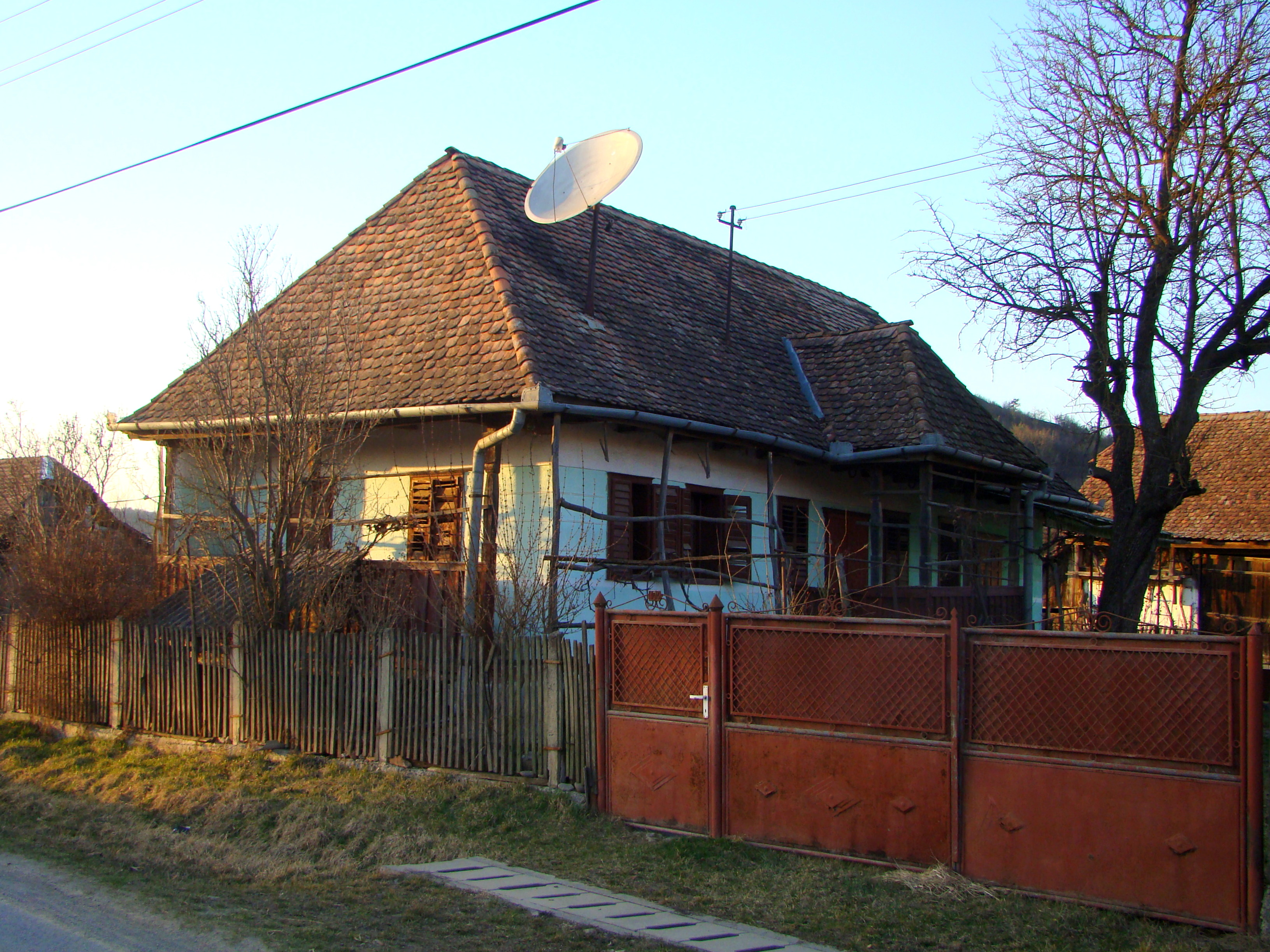
Casă din ansamblul rural „Str. Principală” din Bereni (monument istoric)
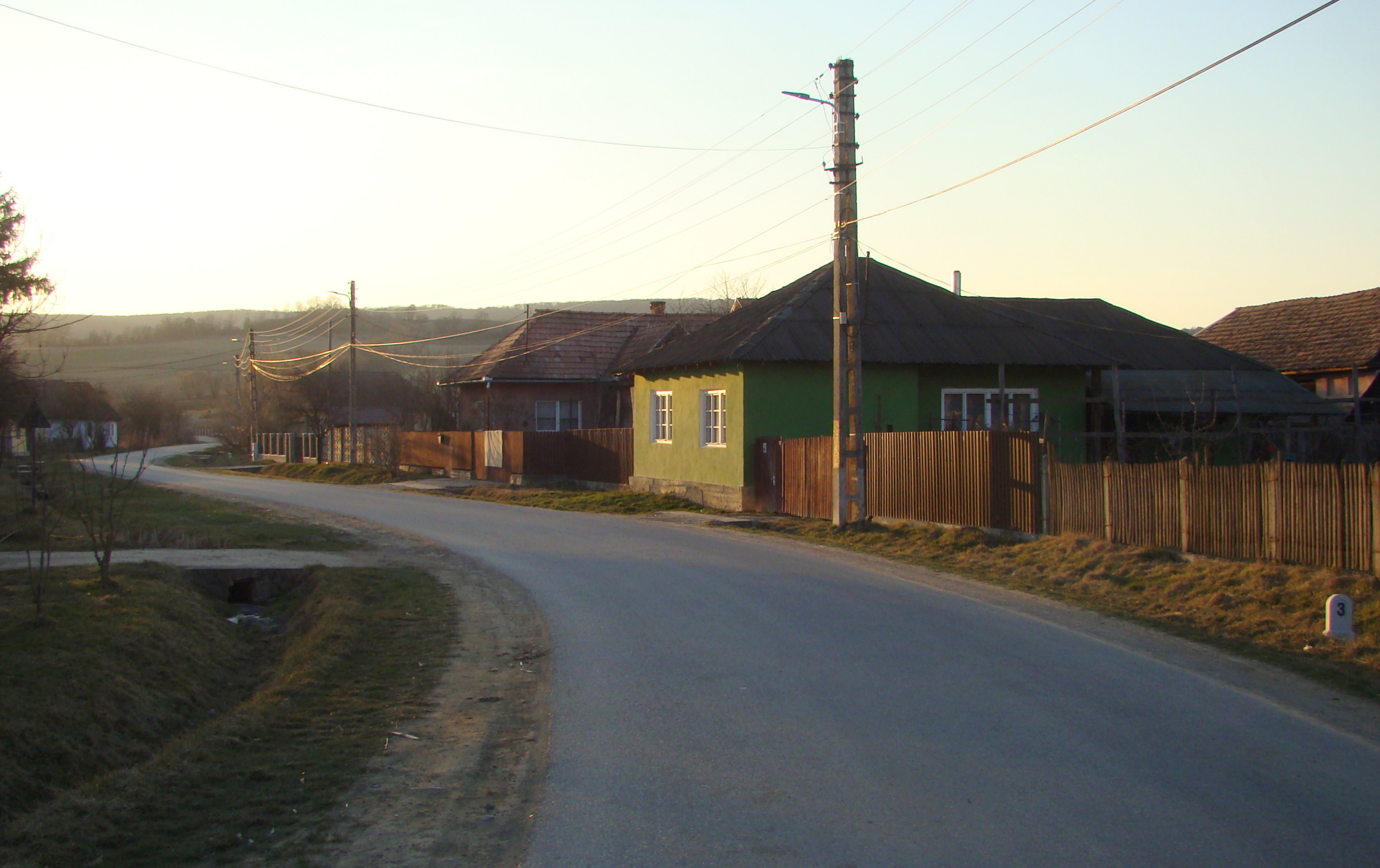
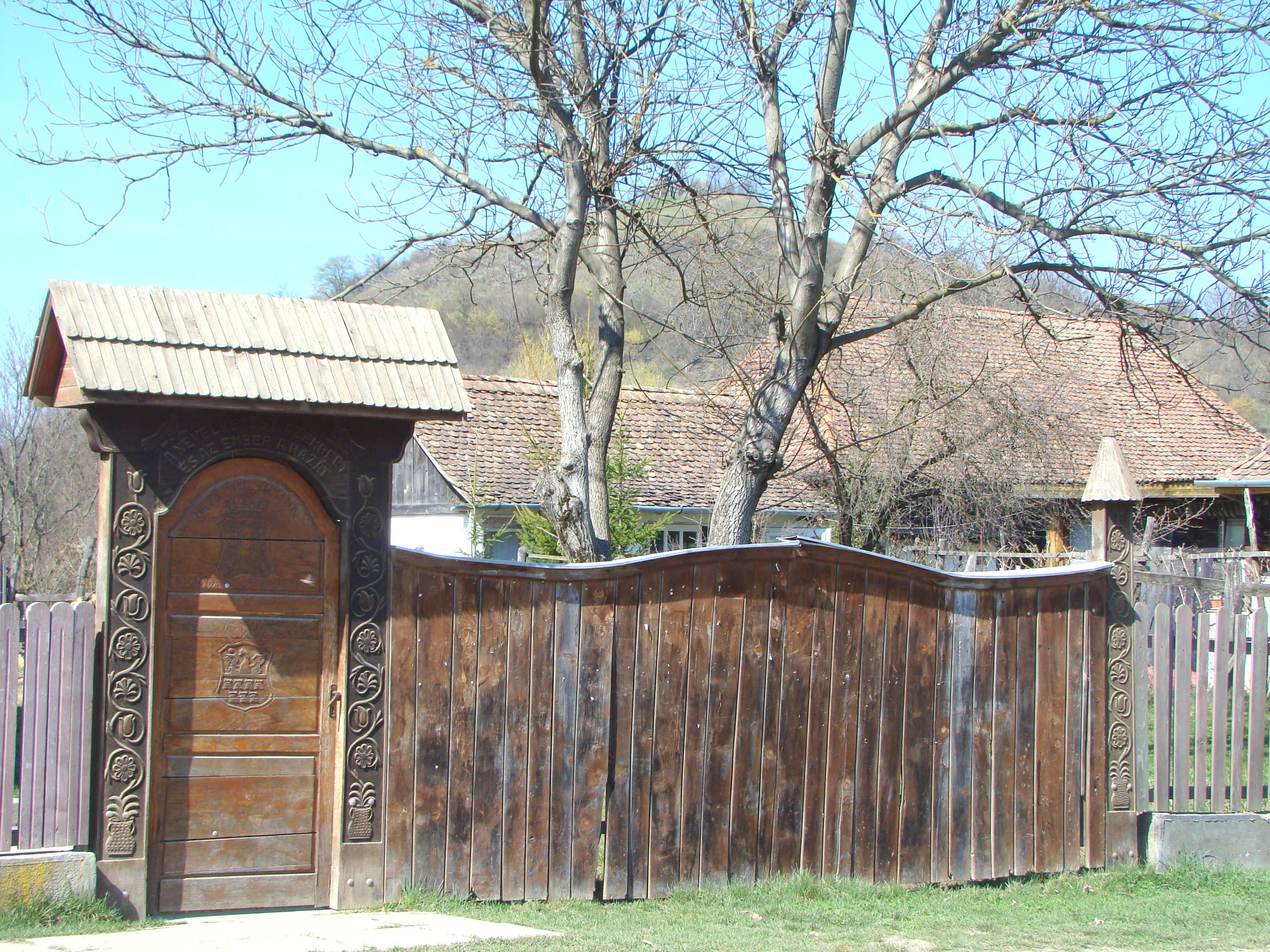
Case din ansamblul rural „Str. Principală” din Bereni (monument istoric)